# Максудабад (Саве)
Максудабад (перс. مقصوداباد) — село в Ірані, у дегестані Кугпає, у бахші Новбаран, шагрестані Саве остану Марказі. За даними перепису 2006 року, його населення становило 249 осіб, що проживали у складі 92 сімей.

## Клімат
Середня річна температура становить 10,68 °C, середня максимальна – 30,07 °C, а середня мінімальна – -11,98 °C. Середня річна кількість опадів – 268 мм.
| Клімат поселення                              | Клімат поселення | Клімат поселення | Клімат поселення | Клімат поселення | Клімат поселення | Клімат поселення | Клімат поселення | Клімат поселення | Клімат поселення | Клімат поселення | Клімат поселення | Клімат поселення | Клімат поселення |
| Показник                                      | Січ.             | Лют.             | Бер.             | Квіт.            | Трав.            | Черв.            | Лип.             | Серп.            | Вер.             | Жовт.            | Лист.            | Груд.            |                  |
| Середній максимум, °C                         | 4,72             | 7,01             | 11,13            | 17,80            | 22,76            | 28,58            | 30,07            | 29,82            | 25,26            | 19,00            | 12,37            | 6,53             |                  |
| Середня температура, °C                       | −3,64            | −1,36            | 2,78             | 9,47             | 14,39            | 20,23            | 23,95            | 23,71            | 19,14            | 12,87            | 6,25             | 0,40             |                  |
| Середній мінімум, °C                          | −11,98           | −9,7             | −5,58            | 1,10             | 6,04             | 11,88            | 17,84            | 17,59            | 13,02            | 6,74             | 0,13             | −5,72            |                  |
| Норма опадів, мм                              | 35               | 35               | 48               | 41               | 34               | 5                | 2                | 1                | 0                | 11               | 22               | 34               |                  |
| Середньомісячна швидкість вітру, м/с          | 1.71             | 2.27             | 3.01             | 3.14             | 2.70             | 2.48             | 2.49             | 2.39             | 2.22             | 2.11             | 1.76             | 1.56             |                  |
| Середньомісячна сонячна радіація, кДж/м²·день | 8643             | 11498            | 14192            | 17777            | 21850            | 26578            | 25973            | 23622            | 20212            | 14640            | 10500            | 8473             |                  |
| --------------------------------------------- | ---------------- | ---------------- | ---------------- | ---------------- | ---------------- | ---------------- | ---------------- | ---------------- | ---------------- | ---------------- | ---------------- | ---------------- | ---------------- |
| Джерело:                                      |                  |                  |                  |                  |                  |                  |                  |                  |                  |                  |                  |                  |                  |